# Kyle (Texas)
Kyle is een plaats (city) in de Amerikaanse staat Texas, en valt bestuurlijk gezien onder Hays County.

## Demografie
Bij de volkstelling in 2000 werd het aantal inwoners vastgesteld op 5314.
In 2006 is het aantal inwoners door het United States Census Bureau geschat op 20.655, een stijging van 15341 (288.7%).

## Geografie
Volgens het United States Census Bureau beslaat de plaats een oppervlakte van
15,5 km², waarvan 15,3 km² land en 0,2 km² water.

## Plaatsen in de nabije omgeving
De onderstaande figuur toont nabijgelegen plaatsen in een straal van 16 km rond Kyle.